# Ievguenia Lamonova
Ievguenia Lamonova, née le 9 août 1983 à Kourtchatov, est une escrimeuse russe pratiquant le fleuret.

## Palmarès
- Jeux olympiques d'été
  -  Médaille d'or par équipes aux Jeux olympiques d'été de 2008 à Pékin

- Championnats du monde d'escrime
  -  Médaille d'or par équipes aux championnats du monde d'escrime 2011 à Catane
  -  Médaille d'argent par équipes aux championnats du monde d'escrime 2007 à Saint-Pétersbourg
- Championnats d'Europe
  -  Médaille d'or aux Championnats d'Europe 2007

- Championnats du monde juniors
  -  Médaillée de bronze aux Championnats du monde juniors 2003